# Brownsboro Farm (Kentucky)
Brownsboro Farm est une ville américaine située dans le comté de Jefferson, dans le Kentucky. Selon le recensement de 2020, sa population est de 640 habitants.